# Delage Type DM

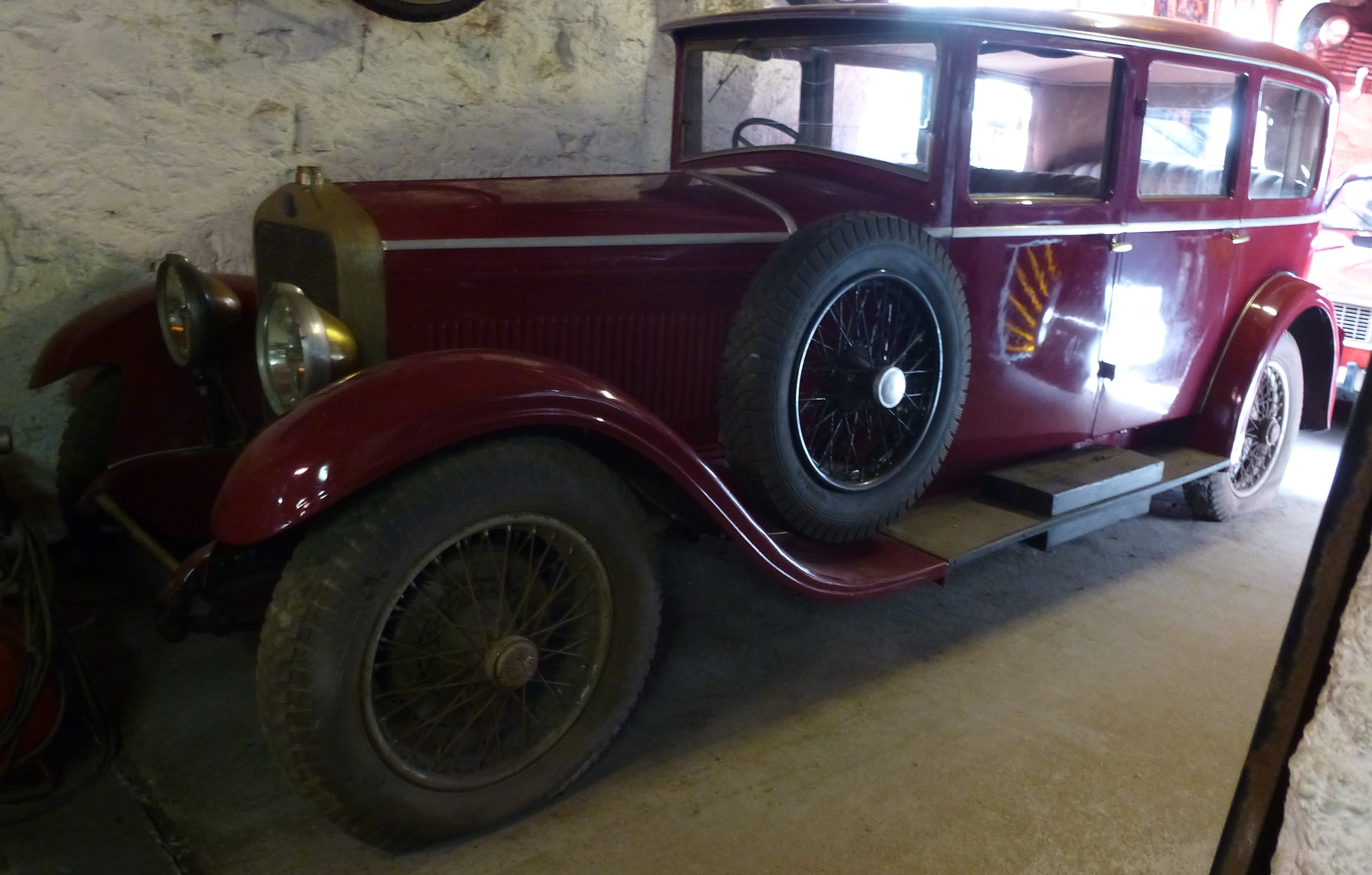
Delage Type DM als Limousine mit sechs Seitenfenstern

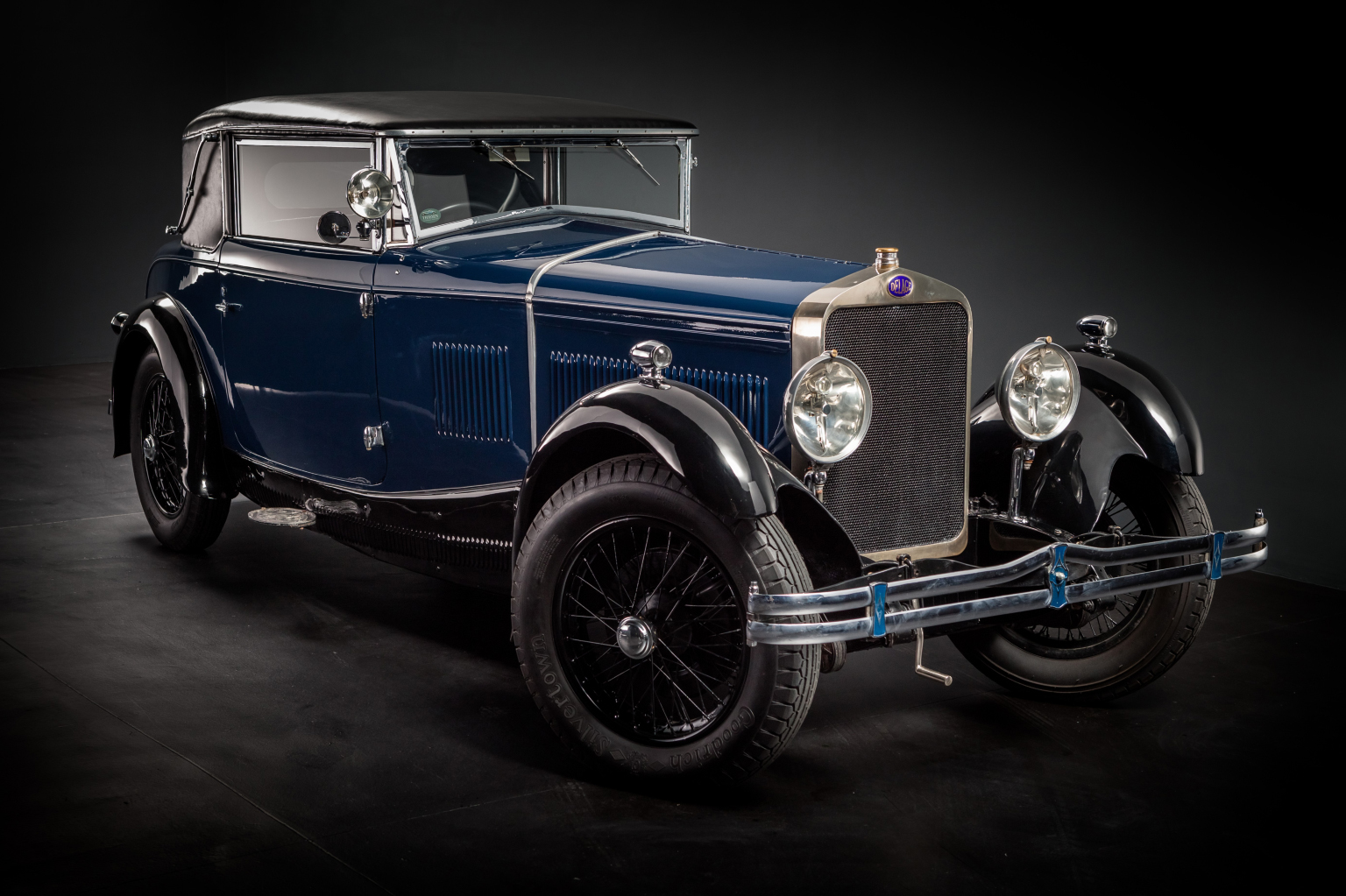
Delage Type DMN

Der Delage Type DM war eine Pkw-Modellreihe der französischen Marke Delage. Neben dem Grundtyp gehörten Delage Type DMN und Delage Type DMS dazu.

## Beschreibung
Die nationale Zulassungsbehörde erteilte am 9. Februar 1926 die Genehmigung für den Grundtyp. Für die Varianten sind keine weiteren Abnahmen bekannt. Delage bot die Modelle von 1926 bis 1929 an. Es gab keinen direkten Vorgänger. Nachfolger wurde der Delage Type D.6.
Ein Sechszylindermotor trieb die Fahrzeuge an. Er hatte 75 mm Bohrung und 120 mm Hub. Das ergab 3181 cm³ Hubraum und eine steuerliche Einstufung mit 17 Cheval fiscal. Der Motor leistete 62 PS bei den Ausführungen Type DM und Type DMN und 78 PS in der Sportausführung Type DMS.
Der Type DM hatte ein Fahrgestell mit 1420 mm Spurweite und 3500 mm Radstand. Beim Type DMN betrug die Spurweite vorne 1380 mm und hinten 1320 mm, der Radstand 3390 mm. Der Type DMS hatte einheitlich 1380 mm Spurweite und war mit 3210 mm Radstand kürzer. Eine Quelle gibt 4800 mm Fahrzeuglänge, 1650 mm Fahrzeugbreite und 1500 kg Leergewicht an.
Erhältlich waren die Fahrzeuge als Limousine, Tourenwagen, Coupé, Cabriolet und Roadster.

## Weiteres
König Alexander I. (Jugoslawien) und der französische Politiker Louis Barthou wurden am 9. Oktober 1934 Opfer einen Attentats. Sie wurden in einem Delage erschossen. Laut einer Quelle war es der Delage Type DM mit der Seriennummer 29.610. Das Fahrzeug wurde am 13. Juli 1933 im Département Seine-et-Oise erstmals zugelassen. Am 13. Dezember des gleichen Jahres kaufte es Charles Cornet aus Marseille, der dort gemeinsam mit Georges Perini eine Werkstatt betrieb. Das Fahrzeug erhielt das französische Kfz-Kennzeichen 6068 CA 6. Bei bestimmten Anlässen wurde das Fahrzeug an Behörden verliehen. In einer anderen Quelle wird allerdings ein Delage Type D.8 genannt.

## Stückzahlen und überlebende Fahrzeuge
Peter Jacobs vom Delage Register of Great Britain erstellte im Oktober 2006 eine Übersicht über Produktionszahlen und die Anzahl von Fahrzeugen, die noch existieren. Seine Angaben zu den Bauzeiten weichen in einigen Fällen von den Angaben der Buchautoren ab. Für Type DM und Type DMN bestätigt er die Bauzeit von 1926 bis 1929. Von 2227 hergestellten Fahrzeugen existieren noch 69. Von 340 hergestellten Type DMS aus der Bauzeit von März 1927 bis Mai 1929 sind noch 21 bekannt.

## Auktion
Artcurial versteigerte am 7. Februar 2020 einen Type DMN als Faux-Cabriolet von Autobineau von 1929 für 33.376 Euro.